# Aegomorphus longispinis
Aegomorphus longispinis es una especie de escarabajo longicornio del género Aegomorphus,  subfamilia Lamiinae. Fue descrita científicamente por Bates en (Bates, 1861).
Se distribuye por Brasil, Ecuador, Guayana Francesa y Perú. Mide 17 milímetros de longitud.